# Ratramo
Ratramo ou Ratramno, O.S.B. (em latim: Ratramnus Corbeiensis; m. c. 870) foi um monge franco carolíngio do Mosteiro de Corbie e um teólogo conhecido principalmente por suas obras sobre a Eucaristia e a predestinação. Seu tratado eucarístico, "De corpore et sanguine Domini" ("Sobre o Corpo e o Sangue do Senhor") é um contraponto à teologia realista de seu abade, Pascásio Radberto. Ratramo é conhecido também por sua defesa ao monge Godescalco, cuja teologia da dupla predestinação provocou muita controvérsia no século IX nos territórios da França e Alemanha. Em sua época, Ratramo era talvez mais conhecido por sua "Contra as Objeções dos Gregos que Difamam a Igreja Romana", uma resposta ao cisma de Fócio e uma defesa da adição da cláusula Filioque ao Credo niceno-constantinopolitano.

## Biografia
Pouco se sabe da vida de Ratramo, mas alguns já sugeriram que ele lecionava no mosteiro beneditino de Corbie em 844 quando Pascásio Radberto foi nomeado abade. Além diss, ele parece ter tido uma relação razoavelmente próxima com o rei Carlos, o Calvo.

## Teologia

### Eucaristia
Em algum momento entre 831 e 833, Pascásio, em seu papel de professor no mosteiro de Corbie, escreveu "De corpora et sanguine Domini" ("Sobre o Corpo e Sangue do Senhor"), propondo uma visão de que, no momento da consagração, o pão e o vinho no altar se tornam idênticos com o Corpo e Sangue de Jesus Cristo. Pascásio deixou claro que o Corpo e o Sangue no altar eram precisamente os mesmos corpo e sangue naturais do corpo encarnado de Cristo na terra. Em sua descrição da Eucaristia, Pascásio distinguiu a "figura" e "veritas", termos que ele entendia como "aparência exterior" e "o que ensina a fé" respectivamente. Nenhuma controvérsia parece ter emergido como resultado desta obra, que Pascásio compôs provavelmente como apoio para suas aulas, dedicando-a a um de seus antigos alunos. Posteriormente, provavelmente em 844, Pascásio revisou a obra e dedicou-a a Carlos, o Calvo 
.
Quando Carlos visitou Corbie em 843, encontrou-se com Ratramo e pediu-lhe uma explicação sobre a Eucaristia. Foi para o imperador que ele então endereçou sua obra, também chamada "De corpora et sanguine Domini". Nela, Ratramo advogava uma visão espiritual na qual o pão e o vinho da Eucaristia representam o Corpo e o Sangue de Cristo de forma figurativa e servem como memoriais d'Ele, mas não são verdadeiramente (veritas) o Corpo e Sangue de Cristo. Ratramo utilizou os mesmos dois termos ("figura" e "veritas") que Pascásio, mas de forma diferente. Para ele, "veritas" significa "perceptível aos sentidos", o que implica que a Eucaristia não pode ser "verdadeiramente" o Corpo e o Sangue de Cristo, pois—de acordo com os sentidos—não mudam de aparência, permanecendo como pão e vinho, nem era literalmente o Corpo encarnado histórico de Cristo.
Nenhuma condenação resultou do debate e nenhum dos dois citou ou fez referência ao outro em suas obras. Por causa disto, Willemien Otten critica a interpretação tradicional que intitula as diferentes posições de Pascásio e Ratramo "controvérsia".

### Predestinação
Nas décadas de 840 e 850, Ratramo se envolveu numa controvérsia sobre os ensinamentos de Godescalco de Orbais (ca. 803-68). Ratramo provavelmente encontrou Godescalco pela primeira vez durante a estadia deste professor itinerante no mosteiro de Corbie por volta de 830 e depois apoiou-o em seu conflito com o arcebispo Incmaro de Reims. Godescalco ensinava uma forma de dupla predestinação que determinava que Deus havia predestinado o destino não apenas dos eleitos, mas também dos condenados.
Em 851, Erígena recebeu a incumbência de refutar Godescalco, mas sua obra, "Tratado sobre a Divina Predestinação", essencialmente negava qualquer forma de predestinação, uma negação que enfureceu Ratramo e Floro de Lyon. Como resposta, Ratramo compôs uma obra em dois livros chamada "De Praedestinatione Dei" ("Sobre a Predestinação de Deus") na qual ele defende a dupla predestinação, mas critica qualquer relação entre predestinação e pecado.

### Filioque
Nos anos finais de sua vida, Ratramo respondeu ao cisma de Fócio de 863-867 entre o cristianismo ocidental e o oriental sobre a nomeação de Fócio como patriarca de Constantinopla. Esta controvérsia de amplas consequências resultou em diversos desacordos entre o ocidente e o oriente, como a nomeação do patriarca, a jurisdição sobre a nascente Igreja da Bulgária e adição no ocidente da cláusula Filioque ao Credo niceno-constantinopolitano. A defesa de Ratramo da teologia e prática do ocidente em sua "Contra as Objeções dos Gregos que Difamam a Igreja Romana" foca principalmente em provar a correção da adição da Filioque ao Credo, embora a seção final trate ainda da tonsura e do celibato clerical.

### Outras obras
Em outra demonstração do apoio a Godescalco, Ratramo escreveu uma breve coleção de textos patrísticos para defender a formulação trinitária de Godescalco conhecida como "trina deitas", que era contrária à de Incmaro, conhecida como "summa deitas".
Além disso, Ratramo escreveu uma estranha "Carta aos Cinocéfalos", na qual discorda da crença geralmente aceita na época de que os cinocéfalos ("homens com cabeça de cachorro") eram animais. Na opinião dele, estas criaturas, que domesticavam animais, devem, por isso, ser racionais e, portanto, aparentadas aos humanos de alguma forma e não animais.
Em outro tratado, "O Nascimento de Cristo", possivelmente uma resposta ao "De Partu Virginis" de Pascásio, Ratramo defende a ideia de que o nascimento de Cristo da Virgem Maria ocorreu de forma humanamente natural para não diminuir a natureza humana real de Cristo.
Ele escreveu ainda dois tratados sobre a alma defendendo a psicologia tradicional agostiniana. O primeiro, "Sobre a Alma", foi escrito contra um tal Macário Escoto e o segundo, "O Livro da Alma", foi endereçado ao bispo Odo I de Beauvais e desafiava uma ideia levantada por um monge anônimo da Abadia de Fly: de que todos os seres humanos participam de uma alma universal. Na obra, Ratramo contra-argumenta que a alma não pode ser universal e deve ser individual.
No geral, as obras de Ratramo foram descritas pelo estudioso da teologia medieval Giulio D'Onofrio como marcada por uma cuidadosa clareza metodológica e uma consistência possivelmente baseada na "Resposta a Eutiques" de Boécio.

## Recepção posterior
Em algum momento, a obra eucarística de Ratramo passou a ser identificada como sendo de Erígena (Johannes Scotus). No século XI, Berengário de Tours baseou-se na obra de "Scotus" (Erígena) como fonte para sua visão eucarística em seu debate contra Lanfranco de Bec e foi sumariamente condenado pelo Concílio de Vercelli (1050). Por volta de 1100, outra confusão surgiu quando o nome de Ratramo foi copiado incorretamente em algumas obras como sendo Bertramus, um erro que perdurava ainda no século XIX.
No século XVI, a obra de Ratramo novamente se viu no centro de uma controvérsia. Depois que "De corpora et sanguine Domini" foi impressa pela primeira vez em 1531, reformadores protestantes se basearam no livro como contraponto à doutrina católica da transubstanciação, uma estratégia especialmente influente no Reino da Inglaterra, onde Thomas Cranmer alegou ter sido finalmente convencido da incorreção da transubstanciação por Ratramo. Segundo Willemein Otten: 
| “ | Os protestantes passaram a enfatizar a interpretação figurativa da Eucaristia em Ratramo, o que o colocava em linha com a leitura primordialmente comemorativa deste católico, enquanto os católicos encontravam dificuldades em mostrar que Ratramo era, ainda assim, um fiel filho da igreja, qual seja, a Igreja Católica Romana. | ” |
|   | — Between Augustinian sign and Carolingian reality, Willemein Otten. |   |